# Ribon
Ribon (znanstveno ime Pagellus erythrinus) je morska riba iz družine šparov.
Ime ribe izvira iz latinske besede za njegovo značilno rdečkasto barvo, ki se ponekod preliva v kovinsko modro-srebrno. Ribon je riba z izredno dolgimi prsnimi plavutmi, ki so prav tako rdečkaste barve. Ima za ribe iz družine šparov značilno eliptično obliko telesa, velike oči in luske, ki pokrivajo tudi glavo.
Ribon je značilna riba Jadranskega morja, kjer zraste do pol metra. Velja za ribo z izjemno okusnim mesom, živi pa predvsem v obraslem obalnem področju, pogosto pa odhaja tudi na blatno peščeno dno vse do srednjih globin. Pozimi se praviloma zadržuje v večjih globinah. Najdemo ga tudi v Atlantskem oceanu od Skandinavije do Zelenortskih otokov in v Severnem morju.
Osnovna hrana teh rib so majhne morske živali, z močnimi zobmi pa tre tudi manjše školjke. Drsti se spomladi, ko prične naraščati temperatura morja. Za to vrsto je značilna občasna spremeba spola, saj včasih samci v starosti približno treh let spremenijo spol.
Ribon ima okusno belo in mehko meso. Pripravljajo ga na različne načine, odvisno od velikosti. Manjše ribe pražijo, večje pa večinoma kuhajo ali pečejo. Pogosto ga v brodetu dodajajo k manj kvalitetnim ribjim vrstam. Kulinarično spada med prvorazredne ribe.